# Eschatoceras nigrovittatus
Eschatoceras nigrovittatus är en insektsart som först beskrevs av Bolívar, I. 1884.  Eschatoceras nigrovittatus ingår i släktet Eschatoceras och familjen vårtbitare. Inga underarter finns listade i Catalogue of Life.